# Conny Dachs

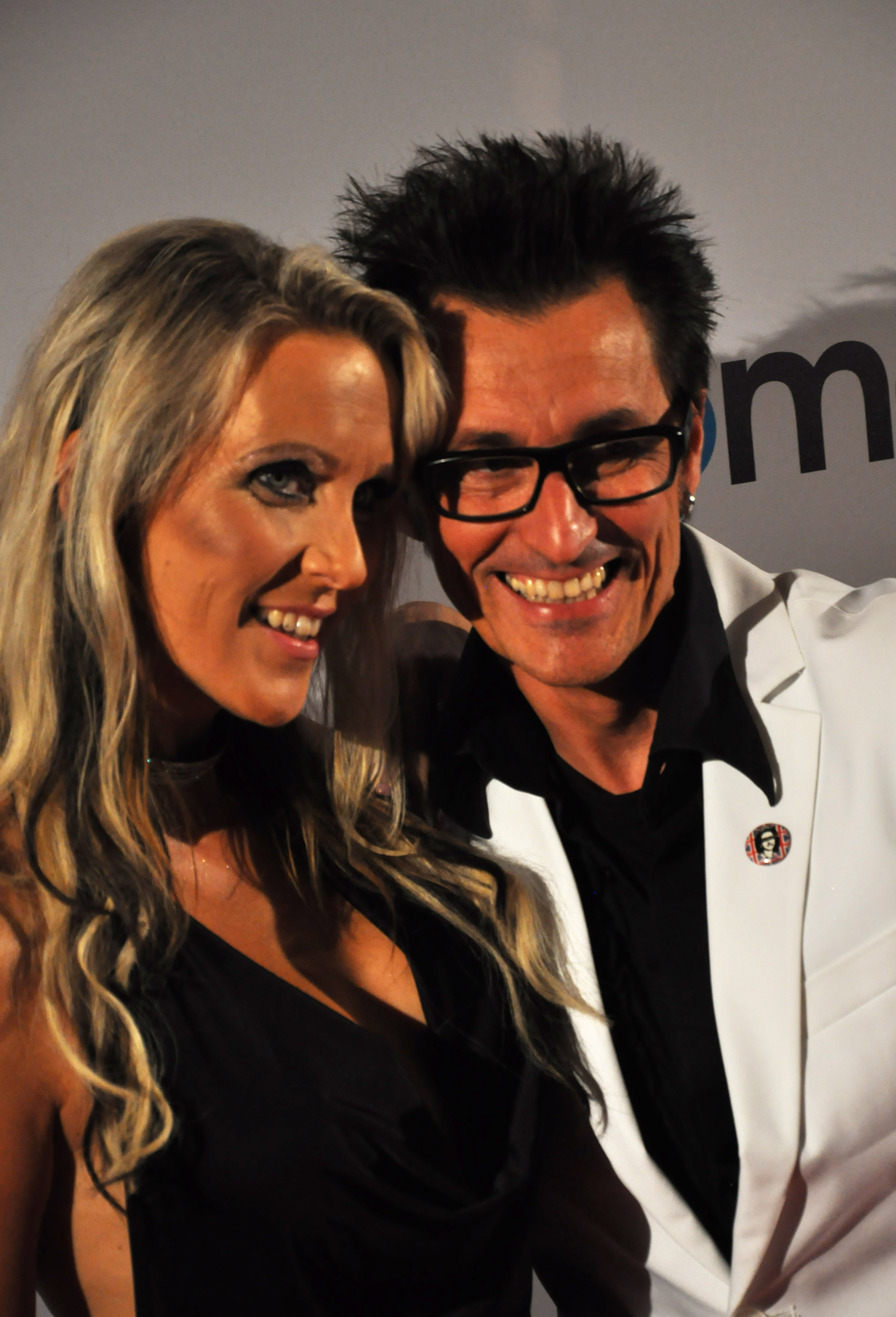
Conny Dachs gemeinsam mit der Darstellerin Julia Pink bei der Verleihung der Venus Awards 2014 in Berlin

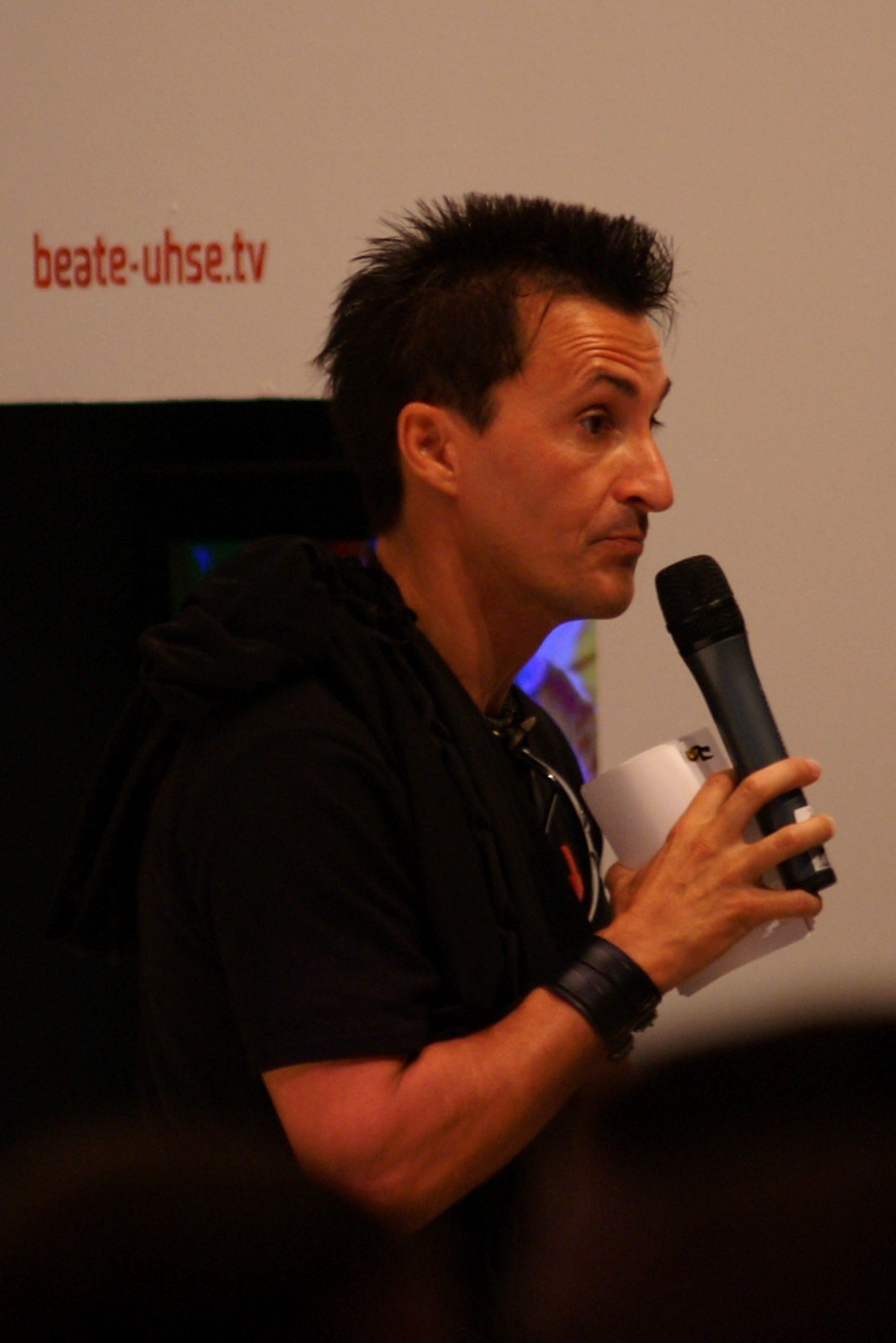
Conny Dachs auf der Venus 2006

Conny Dachs (* 13. Dezember 1963 in Georgsmarienhütte; gelegentlich auch Conny Dax; eigentlich Michael G. Konrad) ist ein deutscher Pornodarsteller, Moderator und Schauspieler.

## Leben
Eigentlich ein gelernter Werbetechniker, arbeitete Dachs vor seiner Karriere als Pornodarsteller als Robinson-Club-Animateur und Schauspieler. Während eines Auftrittes als Animator in einem Ferienclub auf Fuerteventura im Jahr 1995 wurde er engagiert und drehte kurz darauf in Düsseldorf seinen ersten Film mit dem Titel Das frivole Gasthaus. Er hatte Engagements bei unterschiedlichen Theaterproduktionen, Veranstaltungen und auf Messen. Dachs hat mit vielen weiblichen Größen der Branche wie Gina Wild, Katja Kassin oder Tara Young sowie mit Regisseuren wie Harry S. Morgan gearbeitet. Der Name Conny ist eine Ableitung seines Nachnamens Konrad und der Name Dachs entstand während einer Begegnung mit Harry S. Morgan, bei der sie sich über Aktien unterhielten. Sein ursprünglich geplanter Name „Dax“ wurde Opfer einiger Magazine, die ihn in „Dachs“ umbenannten. Im Intro des Pornofilms Gina Wild 4 wird sein Name als Conny Dach aufgeführt.
Dachs trat unter anderem regelmäßig als Moderator und Hauptdarsteller der Pornoserie Straßenflirts in Erscheinung, die auf VHS und DVD vertrieben wird. Er spricht dabei vermeintlich fremde Frauen oder Paare auf der Straße an und überredet sie zu spontanem Sex, der dann ausführlich gezeigt wird. Bei den angeblichen Passanten handelt es sich ebenfalls um Pornodarsteller (siehe hierzu auch Reality-Porn). Mit einem ähnlichen Konzept ist Dachs regelmäßig beim Fernsehsender Beate-Uhse.TV (Teil des Bezahlfernseh-Angebots von Sky Deutschland) zu sehen. Im Unterschied zu den pornografischen Straßenflirts handelt es sich bei der Serie Lust pur um eine Erotik-Produktion, in der der Geschlechtsakt nur angedeutet wird. Mehrfach wurde Dachs ausgezeichnet. 1998, 2003 und 2004 bekam er den Venus Award als bester Darsteller, 2004 in der Rubrik Beste Erotik-TV-Show. Im selben Jahr gewann er auch den European x-Award. Conny Dachs will sich nach Beendigung seiner aktiven Pornokarriere als Moderator und Sänger versuchen. Er war schon Anfang der 1980er musikalisch aktiv, so sang er beispielsweise bei der Osnabrücker Punkband Pattex. Im Oktober 2008 stellte er auf der Venus Berlin den Song Das Leben ist ein Pornofilm (und jeder ist der Star) vor. Der Song wird inzwischen als Titellied der Comedy-Webserie Making of Süsse Stuten 7 verwendet.
Für die Dreharbeiten des Filmdramas Nymphomaniac des dänischen Regisseurs Lars von Trier von 2013 wirkte Conny Dachs als Körperdouble mit, da in dem Spielfilm einige authentische Sexszenen vorkommen.
Im Jahr 2015 drehte Dachs ein Segment für die RTL-Scripted-Reality-Serie Der Blaulicht Report. Die Folge mit Dachs in der Rolle eines Opfers wurde im Februar 2016 ausgestrahlt. 2016 war er in dem Kurzfilm Teuropa neben Dietrich Kuhlbrodt zu sehen.
Im September und Oktober 2021 wirkte Dachs zusammen mit der tätowierten Pornodarstellerin Katie Pears als Darsteller in dem Regietheater-Stück Kurze Interviews mit fiesen Männern – 22 Arten der Einsamkeit, die Dramatisierung einer Textsammlung des Schriftstellers David Foster Wallace, von Regisseurin Yana Ross in der Schiffbau-Halle des Schauspielhauses Zürich mit, in dem als Handlungselement Live-Sex auf der Bühne praktiziert wird, weshalb das Theaterstück nur volljährige Zuschauer besuchen dürfen.